# Hootalinqua
Hootalinqua ist eine Ortschaft im kanadischen Territorium Yukon am Zusammenfluss von Teslin und Yukon River. Der Name Hootalinqua leitet sich aus der Sprache der Northern Tutchone ab. Diesen traditionellen Versammlungs- und Handelsort für Northern und Southern Tutchone als auch für Inland Tlingit nannten sie Hudinlin (running against the mountain).
Wie bei vielen anderen traditionellen Lagerplätzen oder Siedlungen der Indianer wurde diese auch während des Klondike-Goldrauschs von weißen Glücksuchern überrannt, die sofort hier eine Goldgräber-Siedlung errichteten. Die dort einst zum Fischen und zur Jagd ausgezogenen indianischen Familien, verdingten sich den Goldsuchern als billige Hilfskräfte, jagten für diese und schlugen nun Holz für die den Fluss entlang fahrenden Raddampfer. Heute sind dort restaurierte Cabins der früheren Siedlung und des Holzlagerplatzes (Woodyard) zu sehen und außerdem befindet sich dort ein Camp mit Outhouse für Flusswanderer. Der Lagerplatz bietet sich aufgrund der Platzverhältnisse für größere Gruppen an. Wenn man einen kleinen Bach überquert, kann man außerdem zu einem kleinen Friedhof gelangen. Dort stehen Grabmale von Weißen und Indianern.
Kurz unterhalb von Hootalinqua liegt die Insel Shipyard Island, auf der das Wrack des Schaufelraddampfers Evelyn liegt. Dieses Schiff transportierte Personen auf dem Yukon. Später wurde es verkauft und in Norcom umbenannt. Wenig später lief das Schiff auf Grund und wurde am Rumpf beschädigt. Die Gesellschaft fand es nicht profitabel genug es zu reparieren, und seitdem liegt die Evelyn am Shipyard.

## Weblink
- Yukon River. Km 145 - Hootalinqua Island (Memento vom 18. Juli 2011 im Internet Archive)